# Kai Thorenfelt
Kai Frederik Thorenfeldt (født 23. december 1901 i København, død 2000) var den første dansker samt europæer, der cyklede Jorden rundt. 
På to år og otte måneder cyklede han 1925-27 over 27.000 kilometer gennem Europa, Asien, Australien, Sydamerika og Nordamerika. Med sejladsen over havene var det en rejse på i alt 67.000 kilometer. Undervejs boede blandt andet hos en maharaja i Indien, krydsede Andesbjergene og blev påkørt af en bil i Canada.   
Da Thorenfeldt vendte tilbage til Danmark i oktober 1927, blev han hyldet på Rådhuspladsen i København af en tusindtallig skare. Han blev udråbt til "århundredets jordbetvinger" og udgav bogen »Jorden rundt på cykel« om sine oplevelser. 
Der var danskere, som var cyklet ud i Europa, inden Thorenfeldt, men han satte gang i en strøm af unge danskere, som drømte om at følge i hans hjulspor. De blev kendt som verdenscyklister, og talte folk som Jacob Jensen (den anden dansker, der cyklede jorden rundt) og Polycarpus Lindqvist, som ikke nåede hele vejen rundt, men døde i Kashmir.  